# Daína Chavianová
Daína Chavianová (* 19. února 1957, Havana) je kubánská spisovatelka.

## Biografie
Promovala na Havanské univerzitě z oboru anglický jazyk a literatura. První ocenění získala ještě jako studentka, když se zúčastnila na první soutěži vědecko-fantastické literatury na Kubě.
Dokud žila na Kubě, vyšlo několik jejích fantasy a vědecko-fantastických knih a v obou těchto žánrech se stala nejprodávanější a nejobdivovanější autorkou v kubánských dějinách.
Po odchodu z rodného ostrova v roce 1991 vynikla sérií románů věnovaných současnějším a historickým námětům se silnými mytologickými a fantazijními prvky. Její próza si počíná stejně obratně v žánru fantazie jako v tzv. tradiční literatuře.
Její literární témata zahrnují mytologii, erotiku, dějiny starověku, sociologii, parapsychologii, politiku a také magii, jsou zpracované stylem plným obrazů poetických a také smyslných zároveň.
Mezi jejími díly vyniká cyklus románů "La Habana Oculta" (Skrytá tvář Havany), který se skládá ze čtyř titulů: Gata encerrada (Zavřená kočka), Casa de juegos (Dům her), El hombre, la hembra y el hambre (Chlap, žena a hlad, česky jako Havana blues) a La isla de los amores infinitos (Ostrov nekonečných lásek).
Ostrov nekonečných lásek vyšel v 25 jazycích a stal se nejpřekládanějším kubánským románem všech dob. V roce 2007 získalo toto dílo Zlatou medaili v soutěži Florida Book Awards ― kde jsopu oceňovány nejlepší knihy vydané v předchozím roce ― v kategorii Nejlepší kniha ve španělštině.
Od roku 1991 žije Daína Chavianová v USA (tzn. v Miami).

## Literární vlivy
Literárně ji ovlivnil zejména svět Keltů, různé mytologie a nejvýznamnější epopeje antických národů. Mezi ně patří cyklus o královi Artušovi, mýty řecké, římské, egyptské, předkolumbovské a afrokubánské a první epopeje lidstva blízké prehistorii, jako jsou Gilgameš, Mahábhárata, Popol Vuh, Odysseia atd.
Táto záliba v magii a mytologii vyústila do stylu výrazně se odlišujícího od tvorby ostatních spisovatelů v její domovině. Sama autorka uznává, že nemá vůbec nic společného s kubánskou literaturou žádné doby. Ani latinskoamerická literatura jakoby na ní tematicky neměla vliv. Kromě jmen jako Manuel Mujica Lainez a Mario Vargas Llosa je jejím nejvýznamnějším styčným bodem s Latinskou Amerikou mytologie předkolumbovských dob.
Všeobecně je možno říci, že ze současných autorů ji ovlivnili evropští a anglosaští spisovatelé jako např. Margaret Atwoodová, Milan Kundera, Ursula K. LeGuinová, Ray Bradbury, Anaïs Ninová, J.R.R. Tolkien, William Shakespeare a další.

## Díla ve španělštině
- 1980: Los mundos que amo (povídky)
- 1983: Amoroso planeta (povídky)
- 1986: Historias de hadas para adultos (novely)
- 1988: Fábulas de una abuela extraterrestre (román)
- 1989: La anunciación (filmový scénář)
- 1990: El abrevadero de los dinosaurios (povídky)
- 1994: Confesiones eróticas y otros hechizos (básně)
- 1998: El hombre, la hembra y el hambre (román), česky jako Havana Blues
- 1999: Casa de juegos (román)
- 2001: País de dragones (povídky)
- 2001: Gata encerrada (román)
- 2004: Los mundos que amo (román)
- 2006: La isla de los amores infinitos (romány), česky jako Ostrov nekonečných lásek
- 2017: Extraños testimonios (povídky)
- 2019: Los hijos de la Diosa Huracán (román)

## Nejvýznamnější literární ceny
- 1979: Národní cena David za nejlepší sci-fi, Kuba: Los mundos que amo (Světy, které miluji)
- 1989: Národní cena za literaturu pro děti a mládež “Edad de Oro”(Zlatý vek), Kuba: País de dragones (Krajina draků)
- 1990: Cena Anny Seghersovej, Akademie umění v Berlíně, Německo: Fábulas de una abuela extraterrestre (Bajky staré mámy mimozemšťanky)
- 1998: Azorínova cena za nejlepší román v Španělsku: El hombre, la hembra y el hambre (Chlap, žena a hlad)
- 2003: Mezinárodní cena Goliardos, Mexiko
- 2007: Zlatá medaile v soutěži Florida Book Awards v kategorii Nejlepší kniha v španělském jazyce: La isla de los amores infinitos (Ostrov nekonečných lásek)

## Česká vydání
- Havana blues, Mladá fronta, Praha 2001, přeložila Alena Jurionová,
- Ostrov nekonečných lásek, Ikar, Praha 2008, přeložila Eva Kadlečková.